# Angoea
Angoea (Engels: Angua) is een personage uit de Schijfwereld-boeken van de Britse schrijver Terry Pratchett. Ze is lid van de wacht van Ankh-Meurbork.
Angoea is een weerwolf uit Überwald. Angoea ziet eruit als een mens, maar kan naar believen in een wolf veranderen. Bij volle maan heeft ze altijd haar wolvengedaante en kan ze niet in een mens veranderen. Ze is de dochter van de Baron en barones van Überwald. Ze heeft twee broers en had een zus, die is gestorven.
In Ankh-Meurbork werd ze het eerste vrouwelijke lid van de wacht (zie: Te Wapen). Ze werd verliefd op korporaal, later kapitein Biet Yzergitersen.

## Boeken met Angoea
- Te Wapen
- Lemen voeten
- Houzee!
- De Vijfde Olifant
- De Waarheid
- De Nachtwacht
- Het Monsterlijke Regiment
- Bam!